# 电子光学
电子光学，是一门研究带电粒子在电场及磁场作用下，发生偏转、聚焦、成像、散射等现象的物理学分支。利用磁场和电场，可以像几何光学中的透镜那样影响电子的运行轨迹。